# Ermida e Necrópole de São Sebastião
A Ermida e Necrópole de São Sebastião, igualmente conhecida como Necrópole e Ermida da Achada de São Sebastião, é um edifício histórico e um sítio arqueológico na vila de Mértola, na região do Baixo Alentejo, em Portugal.

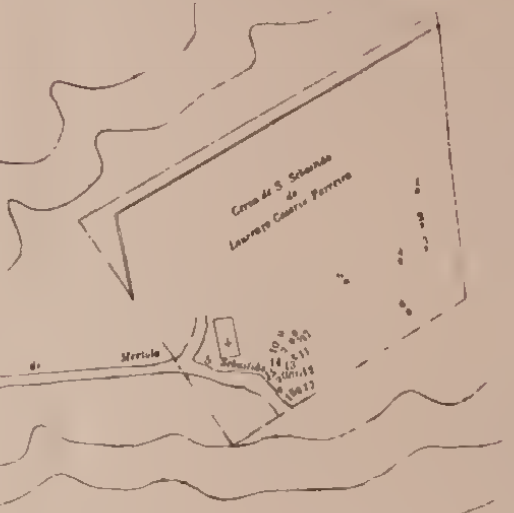
Pormenor da Cerca de São Sebastião na planta de Mértola, publicada em 1880 pelo arqueólogo Estácio da Veiga. No desenho é visível a capela e as sepulturas, e o nome do então proprietário dos terrenos, Lourenço Cesário Parreira.

## Descrição
O conjunto é formado por um ermida dedicada a São Sebastião e um grande cemitério da época romana, situados no interior da Escola Bento de Jesus Caraça, numa zona junto ao Rio Guadiana, a Norte da vila de Mértola, tendo acesso pela Achada de São Sebastião. Durante o período romano, esta área situava-se fora do perímetro amuralhado da cidade.
Segundo a obra Memória das Antiguidades de Mértola, publicada em 1880 pelo arqueólogo Estácio da Veiga, as sepulturas romanas estavam maioritariamente orientadas «quasi perpendiculares ao rio», com uma cobertura em «lages delgadas de marmore granolamellar, umas com superficie polida, lisa, sem epitaphios nem ornatos, e outras sem trabalho apreciavel». Referiu igualmente que foram encontrados «uns abatimentos de configuração proximamente circular, de um dos quaes se diz ter-se extrahido uma ola ossaria, ou antes uma urna cineraria, que o distincto medico da villa, o dr. Antonio Xavier de Brito, teve a condescendencia de me offerecer, trazendo esta urna ainda alguns fragmentos de ossos calcinados e terra queimada, como se podem verificar». Descreveu também algumas peças que tinham sido descobertas pelos habitantes locais, incluindo «um fundo de amphora, em que houve deposito cinerario, [...] um tijolo inteiro, um pedaço de telhão horisontal de bordos salientes, um fragmento de cimento com mescla de tijolo triturado e dois dos marmores que cobriam as sepulturas». As sepulturas estavam escavadas no solo rochoso, em xisto, e algumas tinham também uma cobertura em lajes do mesmo material, colocadas de forma transversal em relação ao comprimento da caixa.
A capela é formada pela nave, capela-mor e sacristia, com muros de alvenaria de pedra e argamassa. O núcleo museológico também é utilizado em exposições, tendo por exemplo albergado, em 2022, a mostra Mértola está na Moda da designer Alexandra Cabral.

## História
A necrópole romana terá sido utilizada durante um vasto período, principalmente entre os séculos I e III d.C., com destaque para este último.
A ermida é muito posterior, tendo sido construída no século XV ou XVI. Estácio da Veiga refere que o edifício foi destruído por uma cheia em 1876, embora a imagem tenha sido salva por um habitante da vila. Neste período a área onde se situava a ermida era conhecida como Cerca de São Sebastião, consistindo em terrenos aráveis com árvores e casas, que foram também arrasados. A cheia deixou à vista as antigas sepulturas romanas, embora Estácio da Veiga tenha sido impedido de estudar o local pelo proprietário, que receou que trabalhos arqueológicos estragassem ainda mais os terrenos, que já tinham sido recentemente duramente atingidos pela cheia.
Na década de 1980 este local foi escolhido para a construção de uma escola, motivo pelo qual foram feitos extensos trabalhos arqueológicos, durante os quais foi preservado um grande número de sepulturas e reconstruído o edifício da ermida. Em 1992 foi feita a identificação de 183 sepulturas, embora grande parte delas tenham sido sacrificadas devido à construção da escola. Em 2003 foi inaugurado o Núcleo Museológico de Ermida e necrópole de S. Sebastião.
O conjunto situa-se no Parque Natural do Vale do Guadiana e no Plano Sectorial da Rede Natura 2000, classificado como Sítio de Interesse Comunitário Guadiana.

## Leitura recomendada
- BOIÇA, Joaquim; LOPES, Virgílio (1999). Museu de Mértola: A necrópole e a Ermida da Achada de S. Sebastião. Mértola: Campo Arqueológico de Mértola e Escola Profissional Bento de Jesus Caraça. 197 páginas